# David Bueso
David Bueso Guerrero (5 de maio de 1955) é um ex-futebolista profissional hondurenho, que atuava como meio-campo.

## Carreira
David Bueso fez parte do elenco da histórica Seleção Hondurenha de Futebol da Copa do Mundo de 1982. 